# タイガー・エンペラー
タイガー・エンペラーは、日本の覆面レスラー。プロレスリング・ノアに登場した。
真っ白な虎のマスクマンで、「猛虎皇帝」、「謎の東洋人」、「神出鬼没のマスクマン」の異名を持つ。

## 概要
三沢光晴（2代目タイガーマスク）の流れを汲むタイガー（ただし公式なタイガーマスクでない）として活動するレスラーである。
その体型やしゃべり方、スケジュールなどから、正体は鈴木鼓太郎ではないかと噂されたが、本人の口から否定されている上、正式発表もされていないため、正体は不明のままである。
2005年4月2日、リッキー・マルビンとコントラ・マッチの一種、マスカラ・コントラ・カベジェラにてマスクを賭けて戦ったが、勝利を収め、逆に彼を丸坊主にした。
毎年恒例のクリスマス興行の選手出演ムービーにタイガー・エンペラーとタイガーの正体との噂がある鈴木と、さらに同じく鈴木が正体ではないかと噂されているムシキング・テリーが肩を組んで登場したというエピソードがある。

## 略歴
デビュー戦は2004年12月17日に、丸藤正道とKENTAが遠征していたメキシコで行われた。同国のマスコミからは「5番目の虎」「謎の東洋人」と紹介され、日本に凱旋帰国した。
2005年3月、三沢光晴と小川良成が遠征していたヨーロッパに出現した。
同年5月に行われたディファカップでは「DRAGON GATEの選手と組みたい」という本人の希望通り、同じマスクマンであるスペル・シーサーとタッグを組んだ。結果は4位であった。
9月にはZERO1-MAXのチャリティー試合に登場。
2006年2月、再びメキシコのリングに登場し、8月にはZERO1-MAXのリングに登場したが、これを最後に出現していない。

## 得意技
タイガー・スープレックス'04
片腕をタイガー・スープレックス（チキンウイング）に捕らえ、逆の腕で相手の太腿を抱えるようにして後方に投げ、そのままフォールするフィニッシュ・ホールド。タイガー・スープレックスとバックドロップ・ホールドの合成技。
プロト・タイガードライバー
リバースのダブル・チキンウイングで持ち上げた後、相手を仰向けに返してマットに叩きつける技。三沢光晴のタイガー・ドライバーに似るが、最後まで腕のロックを外さないため、かけられた相手は急角度で落ちることになる。さらに相手を落とした後、自分の両足を相手の両足に乗せてエビ固めでピンフォールするのが特徴。初公開は上記のリッキー・マルビン戦。